# André-Julien Dupuy
Pour les articles homonymes, voir Dupuy.
André Julien, comte Dupuy, né le 13 juin 1753 à Brioude, mort à Paris le 6 janvier 1832, est un homme politique français sous la Révolution, le Premier Empire et la Restauration.

## Biographie
Il entre d'abord dans la magistrature et est conseiller au Châtelet de Paris jusqu'à la Révolution.
En 1790, il est envoyé dans l'Inde comme intendant général, en résidence à l'Isle de France, et s'y fait remarquer comme administrateur.
Rappelé en France en l'an VIII, il est mêlé aux négociations de la paix d'Amiens, est nommé conseiller d'État, membre de la Légion d'honneur (9 vendémiaire an XII), commandeur (25 prairial an XII).
Il est fait membre du Sénat conservateur le 28 mars 1806, comte de l'Empire (26 avril 1808).
Il adhère à la première Restauration et est créé pair de France par le roi le 4 juin 1814.
En 1816, il est nommé gouverneur général des Indes françaises.
Il ne montre peut être pas, dans ces fonctions qu'il occupe pour la seconde fois, la fermeté qu'exigent les circonstances, et la politique envahissante de l'Angleterre. Aussi est-il rappelé en 1826.
Il siège à la Chambre haute jusqu'à sa mort, survenue à Paris le 6 janvier 1832. 
Il est inhumé au cimetière du Père-Lachaise (45e division).

## Titres
- Comte Dupuy et de l'Empire (lettres patentes de mai 1808, Bayonne) ;
- Pair de France[2] :
  - Pair « à vie » par l'ordonnance du 4 juin 1814 ;
  - Comte-pair héréditaire (31 août 1817, lettres patentes du 14 avril 1818, sans majorat) ;
  - Transmission à son gendre Eugène d'Astorg[3] (ordonnance du 28 août 1828, confirmée par lettres patentes du 30 juin 1829).

## Distinctions
- Légion d'honneur[4] :
  - Légionnaire (9 vendémiaire an XII : 2 octobre 1803), puis,
  - Commandant (25 prairial an XII : 14 juin 1804), puis,
  - Grand officier de la Légion d'honneur (24 avril 1817) ;
- Chevalier de Saint-Louis (1819[5]).

## Armoiries
| Figure | Blasonnement |
|        | Armes du comte Dupuy et de l'Empire De sable, coupé de gueules ; sur le sable trois étoiles d'argent rangées en fasce posées en chef, au-dessous de deux demi-lunes d'argent affacées ; sur le gueules lion passant d'or lampassés du même ; quartier de sénateur. - Livrées : sable, jaune, blanc. |
|        | Armes du comte Dupuy, pair héréditaire Coupé, au 1: de sable à deux croissants affrontés d’argent, surmontés de trois étoiles rangées en fasce du même, au 2: de gueules au lion passant d’or. OuCoupé, au 1er de sable, à 2 croissants d'argent, l'un tourné, l'autre contourné, surmontés de 3 étoiles du même émail ; au 2 de gueules, au lion léopardé d'or. OuCoupé: au 1, de sable, à deux croissants adossés d'argent, surmontés de trois étoiles du même; au 2, de gueules, au lion léopardé d'or. |